# SPAG11A
SPAG11A (англ. Sperm associated antigen 11A) – білок, який кодується однойменним геном, розташованим у людей на 8-й хромосомі. Довжина поліпептидного ланцюга білка становить 123 амінокислот, а молекулярна маса — 13 842.
| 10         |  | 20         |  | 30         |  | 40         |  | 50         |
| ---------- |  | ---------- |  | ---------- |  | ---------- |  | ---------- |
| MRQRLLPSVT |  | SLLLVALLFP |  | GSSQARHVNH |  | SATEALGELR |  | ERAPGQGTNG |
| FQLLRHAVKR |  | DLLPPRTPPY |  | QVHISHQEAR |  | GPSFKICVGF |  | LGPRWARGCS |
| TGNEKYHLPY |  | AARDLQTFFL |  | PFW        |  |            |  |            |

A: Аланін

C: Цистеїн

D: Аспарагінова кислота

E: Глутамінова кислота

F: Фенілаланін

G: Гліцин

H: Гістидин

I: Ізолейцин

K: Лізин

L: Лейцин

M: Метіонін

N: Аспарагін

P: Пролін

Q: Глутамін

R: Аргінін

S: Серин

T: Треонін

V: Валін

W: Триптофан

Задіяний у такому біологічному процесі, як альтернативний сплайсинг. 
Секретований назовні.